# Камянске
Камянске (на украински: Кам'янське, от 1936 до 2016 г. Днепродзержинск) е град в Украйна, Днепропетровска област.

## География
Общата площ на града е 138 кв. км. Разположен е по бреговете на река Днепър. Има население от 226 845 души (1 януари 2022), което го нарежда на 3-то място в областта.

## История
Основан е през 1750 г. Първоначалното име на селището е Каменское. Получава статут на град през 1917 г. Казва се Город Каменской в периода от 1917 до 1936 г. Името Днепродзержинск получава в чест на съветския деец Феликс Дзержински. На 19 май 2016 г. е преименувано на Камянске.

## Личности
Най-известният днепродзержинец е дългогодишният съветски партиен ръководител Леонид Брежнев, генерален секретар на ЦК на КПСС от 1964 до 1982 г.
От там е и Едуард Ерьоменко, прототип на герой от руския филм „Девета рота“ на режисьора Фьодор Бондарчук за войната в Афганистан. Ерьоменко е бил в специална разузнавателна парашутна рота. След завръщането си от Афганистан започва отново да се занимава с бойни изкуства и създава свое бойно изкуство „хортинг“.